# Arrondissement Laval
Laval is een arrondissement van het Franse departement Mayenne in de regio Pays de la Loire. De onderprefectuur is Laval.

## Kantons
Het arrondissement was tot 2014 samengesteld uit de volgende kantons:
- Kanton Argentré
- Kanton Chailland
- Kanton Évron
- Kanton Laval-Est
- Kanton Laval-Nord-Est
- Kanton Laval-Nord-Ouest
- Kanton Laval-Saint-Nicolas
- Kanton Laval-Sud-Ouest
- Kanton Loiron
- Kanton Meslay-du-Maine
- Kanton Montsûrs
- Kanton Sainte-Suzanne
- Kanton Saint-Berthevin

Na de herindeling van de kantons op 22 maart 2015 en de herindeling van de arrondissementen op 30 maart 2017, omvat het volgende kantons:
- Kanton Bonchamp-lès-Laval (deel 7/8)
- Kanton L'Huisserie
- Kanton Laval-1
- Kanton Laval-2
- Kanton Laval-3
- Kanton Loiron-Ruillé
- Kanton  Saint-Berthevin